# Commission Church
La commission Church (de son nom complet : « United States Senate Select Committee to Study Governmental Operations with Respect to Intelligence Activities ») est une commission formée à l'initiative du Sénat des États-Unis et dirigée en 1975 par le sénateur démocrate Frank Church. Elle a été formée à la suite du scandale du Watergate.
Elle est l'ancêtre de l'United States Senate Select Committee on Intelligence, le comité chargé de superviser et contrôler le fonctionnement et les actions des différents services de la communauté du renseignement des États-Unis.
Selon Noam Chomsky en 1989, elle aurait révélé en partie l'opération Mongoose, qui rassemble les différentes tentatives de déstabilisation du régime communiste cubain par l'administration américaine sous Kennedy.

## Origines
En 1973, le comité d'enquête formé à la suite du scandale du Watergate impliquant le président Richard Nixon révéla que l'exécutif avait donné des instructions aux agences du renseignements, et notamment à la CIA, visant à interférer, de manière totalement illégale, dans le déroulement de l'enquête menée par le FBI.
En parallèle, dans une enquête parue le 22 décembre 1974 dans le New York Times, le journaliste Seymour Hersh (Prix Pulitzer en 1969), exposa, dans une enquête intitulée « Huge C.I.A. Operation reported in U.S. against Anti-War Forces, Other Dissidents in Nixon Years », l'espionnage — totalement illégal — par la CIA de citoyens américains sur le sol des États-Unis, à l'exemple des militants engagés contre l'engagement dans la guerre du Viêt Nam. Fondée en 1947, la CIA avait, en effet, l'interdiction formelle d'agir sur le territoire des États-Unis d'Amérique, rôle dévolu exclusivement au FBI de J. Edgar Hoover.
Face aux révélations de la presse, du scandale politique retentissant du Watergate qui entraina la démission de Richard Nixon, menacé d'une procédure d'impeachment, de la crise morale issue de la guerre du Vietnam, précédée des révélations des Pentagon Papers en 1971, un examen approfondi des méthodes des agences de renseignement qui avaient été un outil et un acteur de la politique étrangère des États-Unis s'imposa comme une nécessité dans ce climat de transparence affirmée. De fait, des hommes politiques dont les sénateurs William Proxmire et Stuart Symington, mais également d'anciens membres de la CIA, appelèrent à la formation d'une commission d'enquête sénatoriale pour enquêter sur les agissements des agences de renseignements dans un climat de défiance grandissant de la population civile par rapport aux institutions politiques et fédérales et de crise de la démocratie américaine.
Dans un premier temps, le président Gerald Ford, successeur de Richard Nixon depuis août 1974, demanda au vice-président Nelson Rockefeller d'instituer une commission d'enquête intitulée « Commission on CIA Activities within the United States » dite commission Rockefeller, visant à établir la vérité au sujet des activités passées des agences de renseignement américaines, dans le but d'anticiper et de contrer une enquête sénatoriale. Le pouvoir exécutif partait du principe qu'il fallait au nom de la sécurité nationale protéger les secrets de l’État américain.
Mais le Congrès, dont les élections législatives de novembre 1974 avaient apporté un renouvellement massif de ses élus, décida de créer ses propres commissions, bien décidé à réaffirmer ses prérogatives de contrôle sur le domaine du renseignement, dont il avait été au cours des années 1950 et 1960 une simple chambre d'enregistrement des opérations des agences fédérales, en raison principalement de la lutte contre l'influence soviétique et de la sécurité nationale .

## Création
La commission est votée le 27 janvier 1975 et adoptée par le Congrès à la suite de la résolution 84-2 du sénateur John Pastore. Elle dirigée par le Sénateur de l'Idaho Frank Church avec pour vice-président le républicain John Tower du Texas, membre du comité des forces armées, et formée de membres dont les sénateurs :
| Majorité démocrate | Minorité républicaine |
| --- | --- |
| - Frank Church, président, Idaho - Philip Hart, Michigan - Walter Mondale, Minnesota - Walter Huddleston, Kentucky - Robert Morgan, Caroline du Nord - Gary Hart, Colorado | - John Tower, vice-président, Texas - Howard Baker, Tennessee - Barry Goldwater, Arizona - Charles Mathias, Maryland - Richard Schweiker, Pennsylvanie |

Elle est composée en tout de 150 personnes afin de pouvoir analyser les documents des agences officiels et recueillir les témoignages de leurs personnels respectifs.
Elle a pour objectif de déterminer si et « dans quelle mesure, le cas échéant, des activités illégales, irrégulières ou contraires à l'éthique étaient menées par un organisme du gouvernement fédéral ».
Créée pour une durée initiale d'un an, elle est prolongée de quatre mois supplémentaires, soit une durée totale de seize mois.

## Fonctionnement
La plupart des auditions se tiennent à huis clos dans le souci de protéger les sources et les méthodes des agences de renseignement. Le comité tient cependant une série d'audiences publiques de septembre à octobre 1975, pour renseigner et informer le public américain sur les agissements illégaux ou inappropriés de la communauté du renseignement. Ces audiences télévisées à l'échelle nationale offrent au public américain l'occasion d'en apprendre davantage sur les opérations secrètes menées pendant des décennies par les agences fédérales du renseignement américain, dont le FBI, l'IRS, la CIA et la NSA.
La commission bénéficie de l'accès aux documents confidentiels jamais rendus publics des agences fédérales, notamment ceux de la CIA (surnommés les « bijoux de famille ») remontant notamment aux opérations mises en place depuis l'administration de Dwight Eisenhower.
Elle interrogea en audience publique plus de 800 témoins dont le directeur du contre-espionnage du FBI William Sullivan, le sous-directeur de la NSA Bensen Buffham, ou encore le criminel John Roselli lié à la mafia de Chicago. Elle ne put entendre certains témoins appelés à comparaître, tel le criminel Sam Giancana, assassiné le 19 juin 1975 à son domicile pourtant placé sur surveillance par le FBI à quelques jours de son audition, notamment sur les activités conjointes entre la CIA et la mafia contre Cuba. Son homme de main, John Roselli invité à se représenter et qui avait notamment précédemment témoigné des liens entre Jack Ruby et la pègre, ne se représenta pas. Il fut retrouvé assassiné le 9 août 1976 son corps flottant dans un baril dans la baie de Chicago après avoir été découpé en deux.
En parallèle, elle examina plus de 110 000 documents.

## Les rapports tendus avec l’exécutif
Bien qu'ayant indiqué au président Gerald Ford en mars 1975 qu'elle souhaitait travailler en bonne intelligence avec les agences fédérales, la commission se heurta au cours des mois suivants aux entraves posées par la CIA, qui limitaient considérablement l’accès aux documents.
Pendant plusieurs mois, les pouvoirs législatif et exécutif s'affrontèrent. Ce dernier considérait que sa priorité était la protection des secrets au nom de la sécurité des citoyens américains. Le président Ford le rappela à plusieurs reprises dans ses discours, insistant sur le fait que les enquêtes du Congrès risquaient d’affaiblir la capacité de renseignement des États-Unis. Il fut également soutenu par l’Association of Retired Intelligence Officers (ARIO), fondée en mai 1975 afin de promouvoir les intérêts de la communauté du renseignement. Sous la direction d'un ancien agent de la CIA, David Atlee Phillips (agent intervenu notamment sur l'invasion de la baie des cochons d'avril 1961 contre Cuba), elle fit campagne sans relâche à la fois contre la commission Church et contre sa jumelle de la chambre des Représentants, la commission Pike, qui examinait, elle, de son côté, la qualité des informations recueillies par les services secrets.
A contrario, le pouvoir législatif considérait tout aussi légitimement que la population devait être pleinement informée des activités passées des agences de renseignement. Pour sortir de ce bras de fer, la commission recourut en août 1975 à une injonction contraignant le pouvoir exécutif à fournir les documents exigés, qui fut acceptée en septembre 1975.
Son rapport final fut publié le 29 avril 1976.

## Le rapport de la commission
Le rapport final est constitué de 14 volumes, dont 7 rapports principaux et 7 rapports périphériques portant sur des sujets annexes examinés par la commission. Ils furent successivement publiés entre 1975 et 1976, constitués par les audiences de la commission.
Les rapports principaux :
- Volume 1 : l'entreposage de matière toxique par la CIA
- Volume 2 : le Plan Huston
- Volume 3 : l'Internal Revenue Service
- Volume 4 : l'ouverture illégale de courrier
- Volume 5 : la NSA et le quatrième amendement
- Volume 6 : le FBI
- Volume 7 : opération clandestine

Les rapports périphériques :
- Rapport intérimaire : projets d'assassinat présumés impliquant des dirigeants étrangers
- Livre I - Renseignements étrangers et militaires
- Livre II - Les activités de renseignement et les droits des Américains
- Livre III - Rapports supplémentaires détaillés du personnel sur les activités de renseignement et les droits des Américains
- Livre IV - Rapports détaillés supplémentaires du personnel sur le renseignement étranger et militaire
- Livre V - L'enquête sur l'assassinat du président John F. Kennedy: performance des agences de renseignement
- Livre VI - Rapports supplémentaires sur les activités de renseignement

### Les révélations du rapport
Le Comité Church a notamment mis en lumière les assassinats ou tentatives d'assassinat de dirigeants étrangers dans les années 1960, en particulier de Patrice Lumumba au Congo, de Fidel Castro à Cuba, du président Soekarno en Indonésie, de Rafael Trujillo en République dominicaine, du président Ngô Đình Diệm et de son frère Ngô Ðình Nhu au Vietnam, et du général René Schneider au Chili. Elle révéla au grand public l'existence du programme secret « Executive Action » de la CIA.
Il fut également révélé que la CIA avait participé avec son programme Chaos, à l'interception entre 1953 et 1973, de 215 820 lettres, y compris de personnalités reconnues tel que John Steinbeck, Leonard Bernstein, les sénateurs Edward Kennedy et Frank Church ainsi que Richard Nixon.
L'opération secrète du FBI, Counter Intelligence Program ou Cointrelpro, créée en 1956 pour, surveiller, perturber et/ou discréditer les activités d'individus (tels le pasteur Martin Luther King ou certains élus) ou de groupes considérés comme une menace pour l’ordre social, comme les mouvements d'opposition à la guerre du Vietnam et pour les droits civiques, fut également révélée au grand public tout comme le programme de renseignement de l'IRS. Les enquêteurs découvrirent également que le FBI avait créé 500 000 fiches individuelles de renseignement.
Les programmes secrets d'écoute en provenance ou destination des États-Unis, télégraphiques avec Shamrock de 1945 à 1975 et téléphoniques avec Minaret de 1966 à 1973, réalisés par la NSA, furent également rendus publics,.
La commission a également conduit un travail d'enquête sur l'assassinat de John F. Kennedy le 22 novembre 1963, interrogeant 50 témoins et accédant à 3 000 documents. Elle se concentra sur les actions menées par le FBI et la CIA, et leur soutien apporté à la commission Warren. La commission Church se posa la question de la connexion possible entre les projets d'assassinat de leaders politiques à l'étranger, notamment à Cuba, et celui du 35e président des États-Unis. La commission Church remit en cause les processus d'obtention des informations, blâmant les agences fédérales qui avaient manqué à leurs devoirs et responsabilités et concluant que l'enquête menée sur l'assassinat avait été déficiente.
La commission révèle également l'utilisation par la CIA d'un pistolet à fléchette de glace empoisonnée provoquant une crise cardiaque.

### Les conclusions du rapport officiel
Les conclusions du rapport furent que les « excès de renseignements, au pays et à l'étranger » n'étaient pas le « produit d'un seul parti, d'une seule administration ou d'un seul homme », mais s'étaient développés à mesure que les États-Unis d'Amérique devenait une superpuissance pendant une guerre froide mondiale, et ce depuis la naissance des services de renseignement sous l'administration du président Franklin Roosevelt jusqu'au début des années 1970.
De même, les contrôles et contre-pouvoirs conçus par les rédacteurs de la constitution des États-Unis pour garantir la responsabilité de son administration n'ayant pas été appliqués, la commission Church conclut que les agences de renseignement avaient porté atteinte aux droits constitutionnels des citoyens mis en péril par un usage excessif du secret.

### Les recommandations
Le comité recommanda 96 mesures, à la fois législatives et réglementaires, conçues pour encadrer durablement et de manière préventive et ce, dans les limites de la Constitution, les activités des agences de renseignement dans le cadre du contrôle du pouvoir gouvernemental.
Certaines, mais pas toutes, des recommandations législatives de la commission Church furent mises en place, et finalement conduisirent à un travail de réforme dans toute la communauté du renseignement américain.

## Apports et conséquences
La commission Church fut critiquée en interne pour avoir contribué à affaiblir les agences de renseignements gouvernementales. Son président Frank Church opposait à ses détracteurs sa conviction au « droit du public de savoir ce que les instruments de leur gouvernement ont fait ». Toutefois, le sénateur du Texas, John Tower, reconnu les excès des agences et la nécessité d'une participation accrue des pouvoirs législatif, exécutif et judiciaire à la politique et aux pratiques du renseignement. Cependant, il mit en garde le Congrès qui ne devrait pas « inutilement » empêcher le président d'exercer son pouvoir discrétionnaire dans le domaine de la sécurité nationale et proposa une résolution ayant pour objectif d’exclure du futur contrôle exercé par le sénat, les agences de renseignement rattachées au ministère de la Défense. Ce qui fut refusé.
Malgré ces résistances internes, le Sénat des États-Unis approuva à l'issue d'un débat du 12 au 19 mai 1976, la résolution 400, établissant le Comité sénatorial spécial du renseignement (United States Senate Select Committee on Intelligence) ou commission permanente de contrôle des activités de la communauté du renseignement, pour assurer une surveillance législative vigilante des activités de renseignement des États-Unis, et afin de garantir que ces activités soient conformes à la Constitution et aux lois des États-Unis. C'était en outre, afin de pérenniser la pratique du contrôle législatif par accès aux mêmes informations que le pouvoir exécutif, ce que les représentants précédemment élus avaient omis de faire en 1947 et 1949 lors de la création des agences de renseignements.
En parallèle, le président Gerald Ford signa un ordre interdisant aux agences fédérales de concourir ou de participer à un assassinat politique, ou de conspirer.
En 1978, le président Jimmy Carter promulgua, avec approbation du Congrès, la loi sur la surveillance du renseignement étranger (Foreign Intelligence Surveillance Act ou FISA), obligeant la branche exécutive à demander des mandats d'écoute et de surveillance à un tribunal formé spécifiquement à cet effet.
La commission Church fut également un des vecteurs de la mise en place du comité d'enquête sur les assassinats du pasteur Martin Luther King et du président John Fitzgerald Kennedy (House Select Committee on Assassinations ou HSCA) de 1976 à 1979, à la suite de ses révélations concernant les omissions, les dissimulations est les manquements observés au sujet du FBI et de la CIA lors de la première enquête de la commission Warren.

## À long terme
À ce jour, les travaux de la commission Church sont considérés comme les travaux les plus importants produits sur les activités des agences fédérales américaines.
Les rapports et les audiences du comité constituent un matériau historique fréquemment utilisés par des chercheurs qui continuent d'examiner les activités de renseignement américain pendant la période du conflit idéologique de la guerre froide.
Elle marqua également le retour en force du congrès dans la gestion des pouvoirs au sein de la démocratie américaine.